# La Paternal (Buenos Aires)
La Paternal is een wijk (barrio) van de Argentijnse hoofdstad Buenos Aires. De wijk werd opgericht in 1904.
De voetbalclub Argentinos Juniors komt uit La Paternal.
Agronomía · Almagro · Balvanera · Barracas · Belgrano · Boedo · Caballito · Chacarita · Coghlan · Colegiales · Constitución · Flores · Floresta · La Boca · La Paternal · Liniers · Mataderos · Monte Castro · Monserrat · Nueva Pompeya · Núñez · Palermo · Parque Avellaneda · Parque Chacabuco · Parque Chas · Parque Patricios · Puerto Madero · Recoleta · Retiro · Saavedra · San Cristóbal · San Nicolás · San Telmo · Vélez Sársfield · Versalles · Villa Crespo · Villa del Parque · Villa Devoto · Villa Lugano · Villa Luro · Villa Mitre · Villa Ortúzar · Villa Pueyrredón · Villa Real · Villa Riachuelo · Villa Santa Rita · Villa Soldati · Villa Urquiza